# Mandarin
Mandarin je bil naziv za uradnika na Kitajskem. Položaj je bil primerljiv z današnjim mestom ministra v vladi. Madardini so bili razvrščeni po stopnjah.